# Kintu
Kintu fu un eroe della mitologia del popolo africano dei Baganda (Uganda).

## Nel mito
Creato per volontà del dio Katonda, era l'unico a cui era consentito dialogare con la divinità. Per farlo si recava in cima ad una montagna.
Un giorno, Katonda gli consegnò un vaso da controllare. Siccome l'eroe non gli ubbidì, vennero create la morte, le sofferenze e le malattie.

## Altri pareri
Secondo un'altra versione del mito, non fu lui, ma sua moglie Nambi a portare la morte nel mondo: essa, infatti, non rispettò il divieto di visitare il cielo. In seguito, due tra i suoi fratelli, Kaizuki e la morte, combatterono, fino a che il secondo venne gettato nell'oltretomba.